# Lasiosina nigriantennata
Lasiosina nigriantennata är en tvåvingeart som beskrevs av Dely-draskovits 1977. Lasiosina nigriantennata ingår i släktet Lasiosina och familjen fritflugor. Inga underarter finns listade i Catalogue of Life.